# Vísky (okres Blansko)
Obec Vísky se nachází zhruba 6 km severozápadně od Boskovic a 3,5 km jihovýchodně od Letovic v okrese Blansko v Jihomoravském kraji. Žije zde 249 obyvatel.

## Historie
První písemná zmínka o obci pochází z roku 1450. V roce 2008 zvítězila obec v krajském kole soutěže Vesnice roku.

## Rodáci
- Josef Škrabal (1875–1932), ř. k. kněz, profefor a děkan teologické fakulty v Olomouci, překladatel Starého i Nového zákona

## Pamětihodnosti
- Kostel svatého Michaela archanděla z 13. století s gotickým zvonem[4]

## Galerie

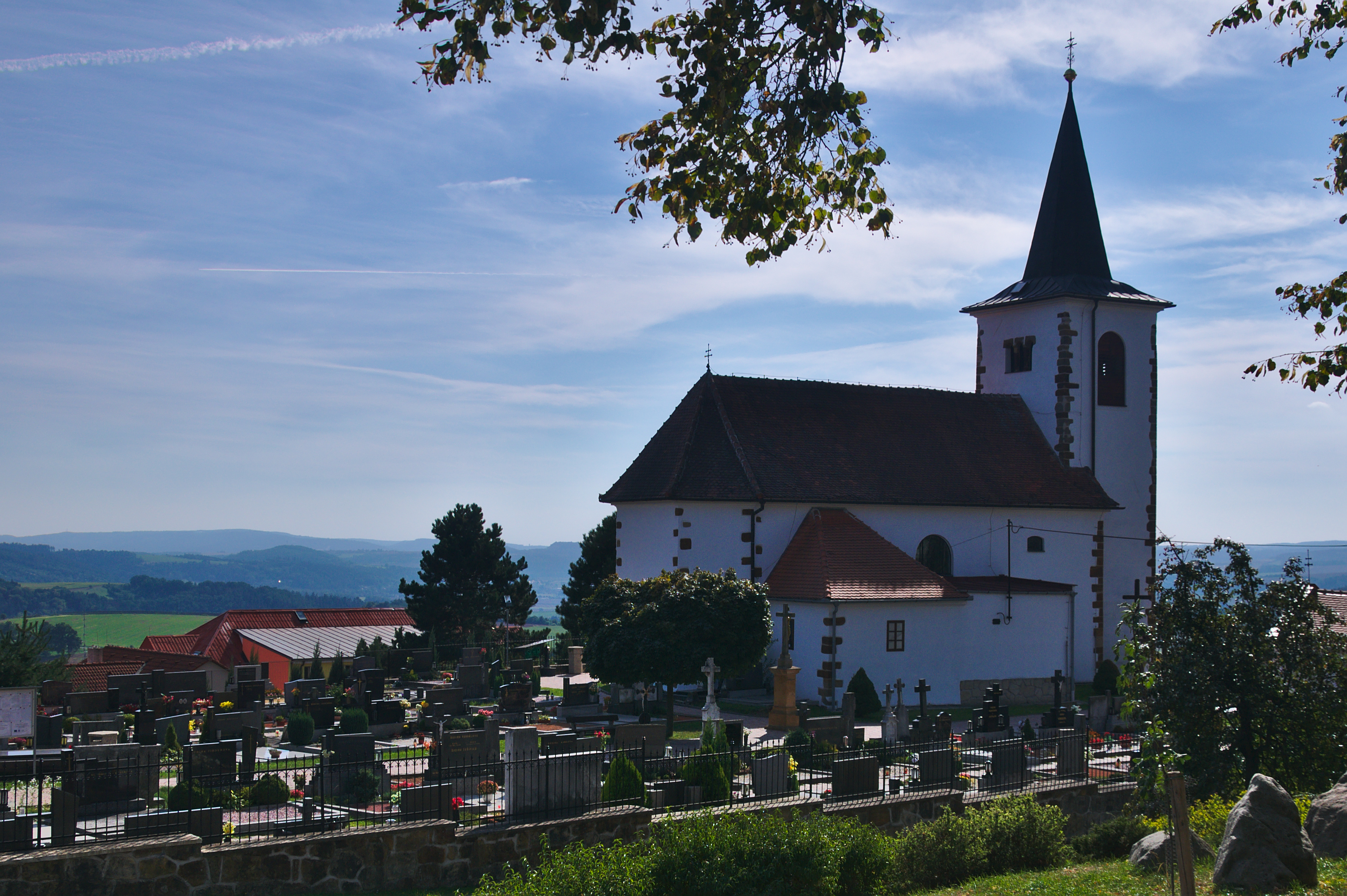
Kostel svatého Michala
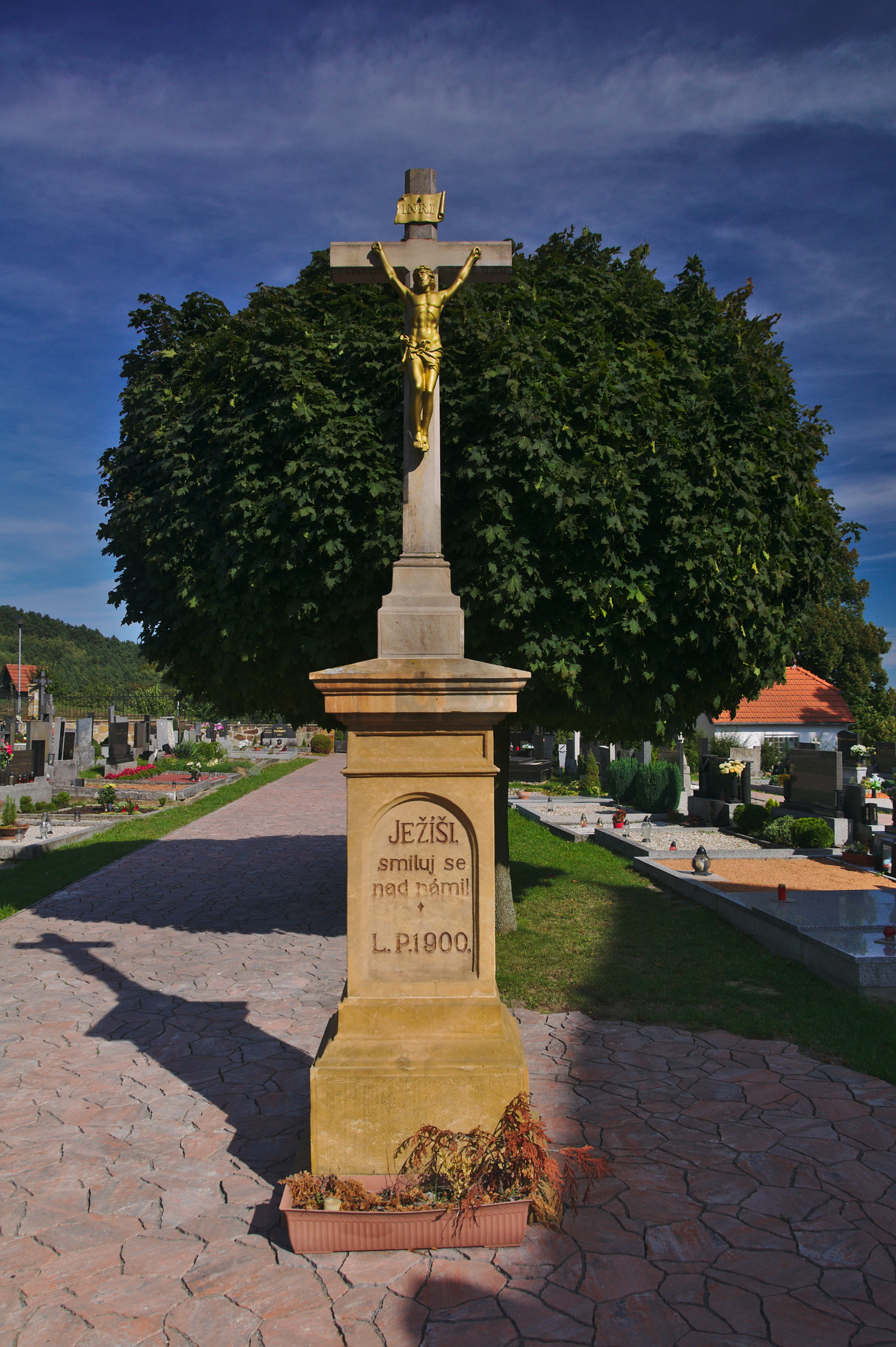
Kříž na hřbitově
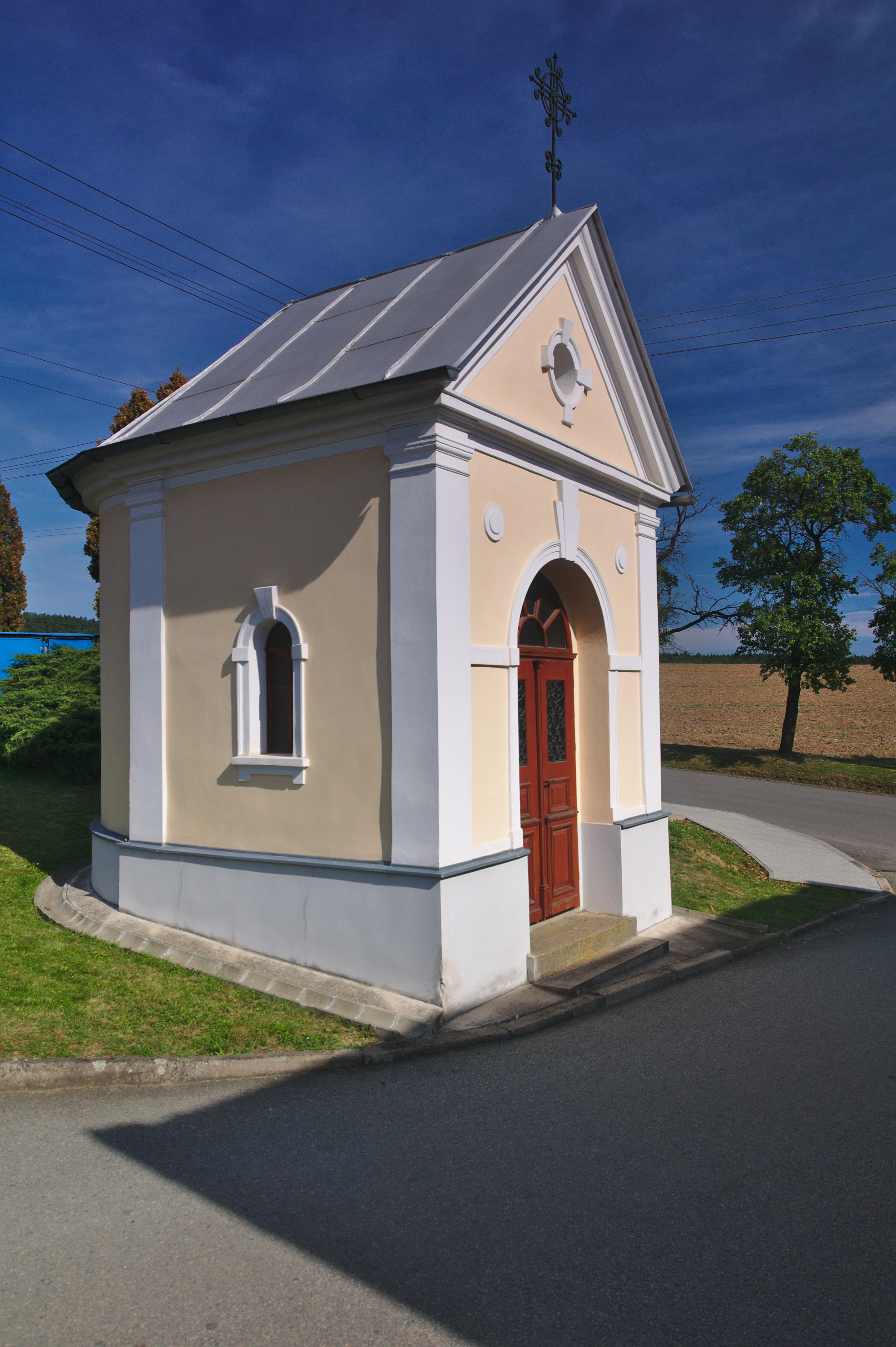
Kaple
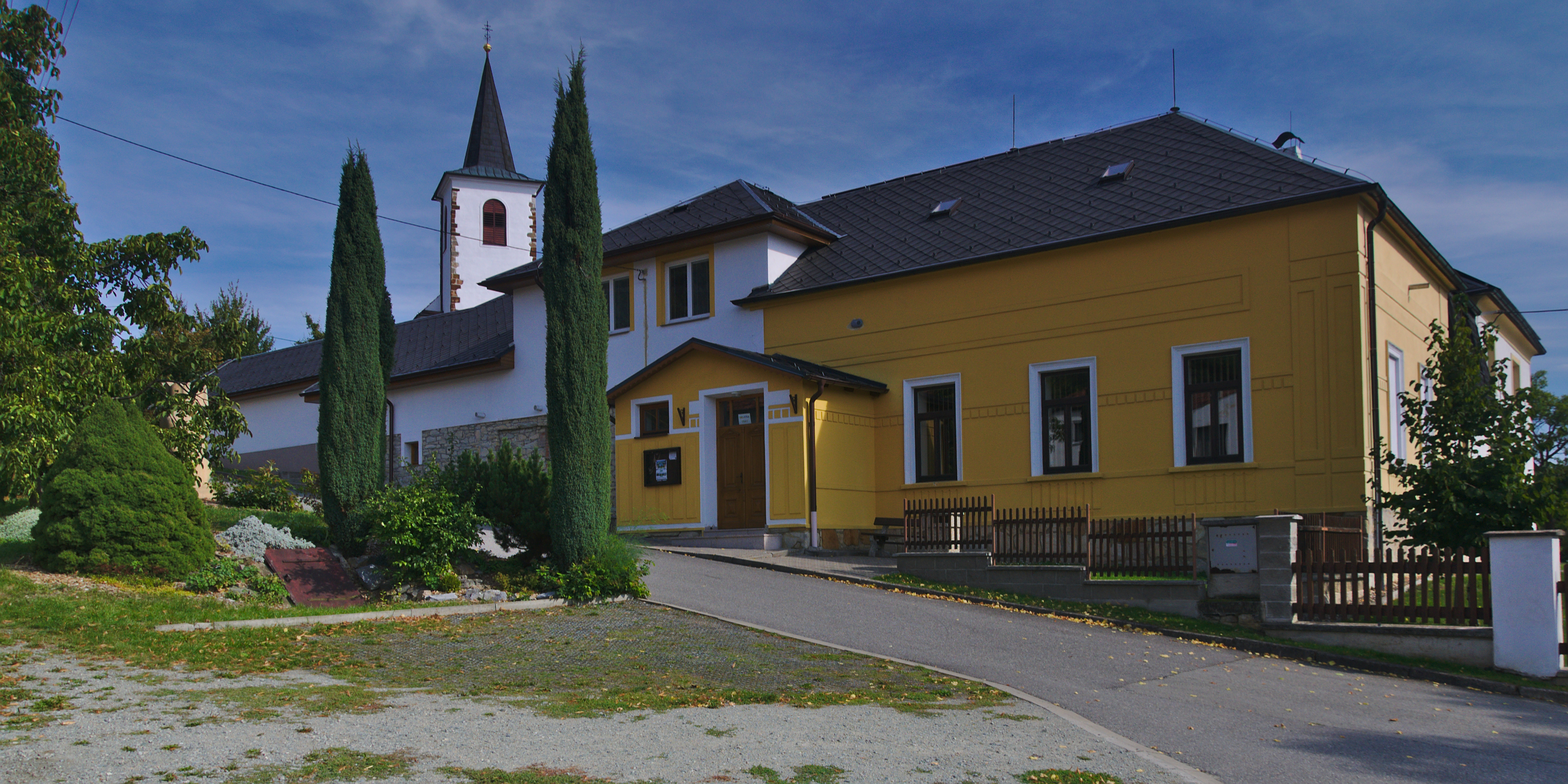
Fara
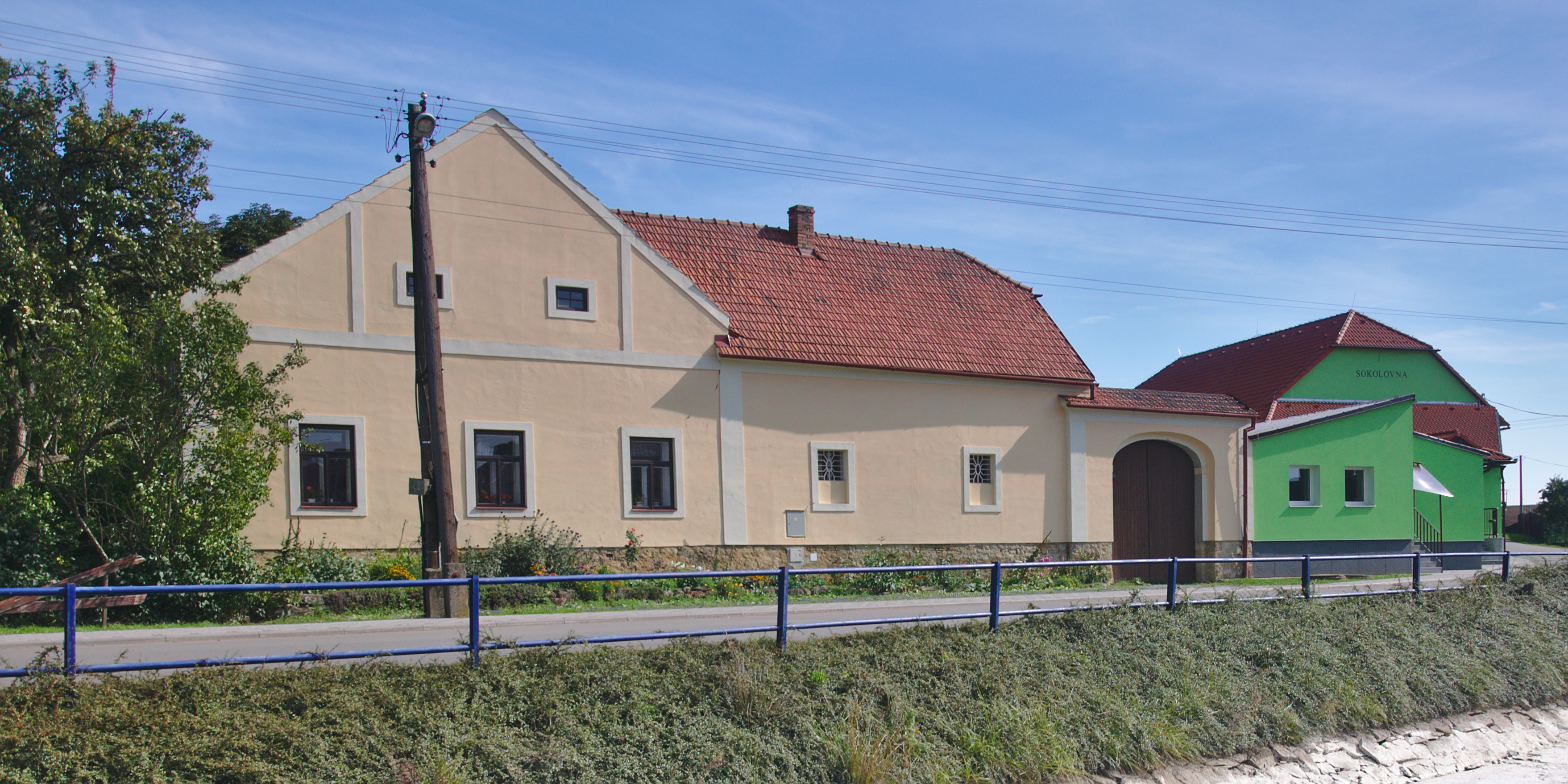
Sokolovna
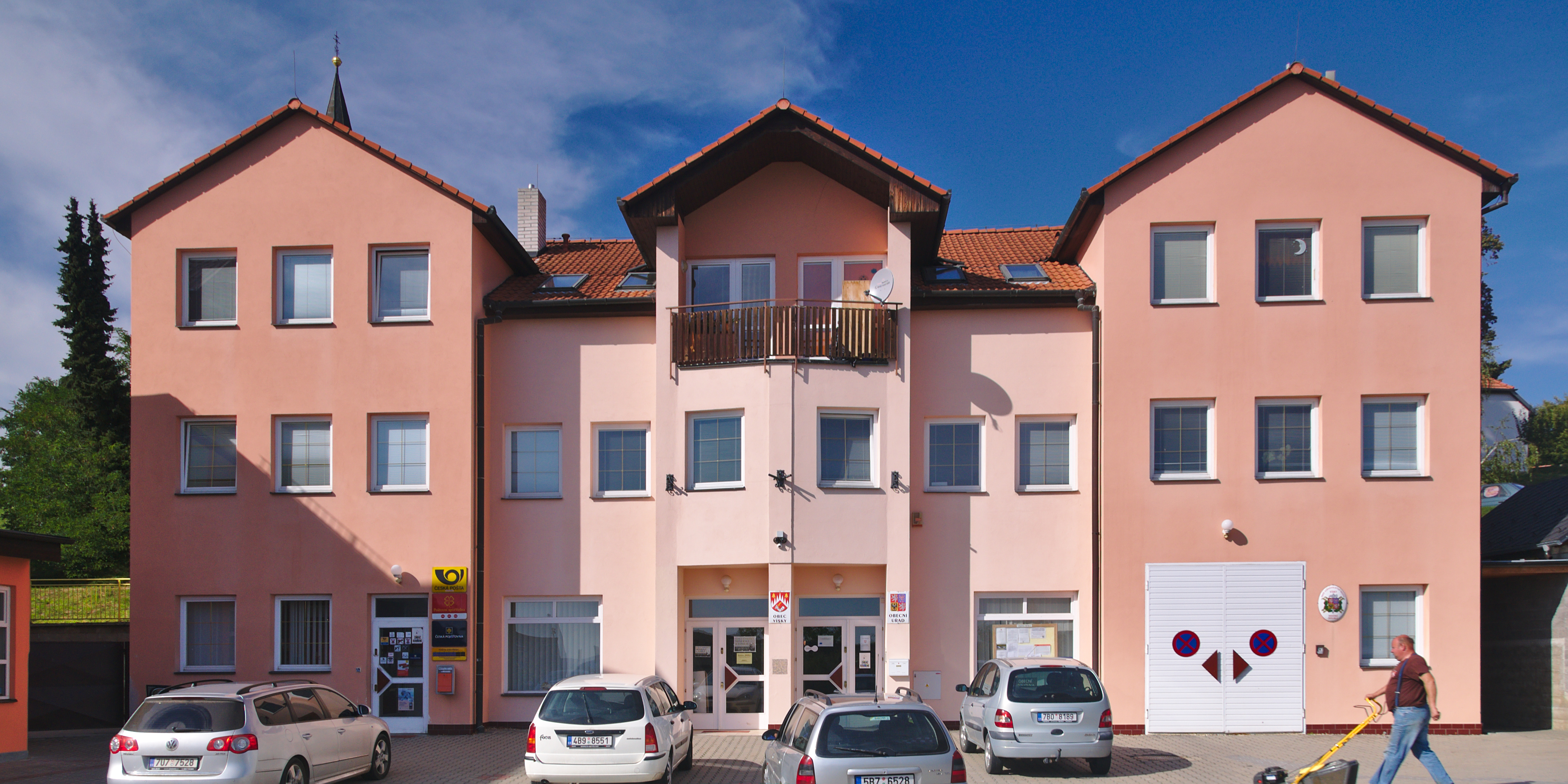
Obecní úřad, hasičská zbrojnice a pošta
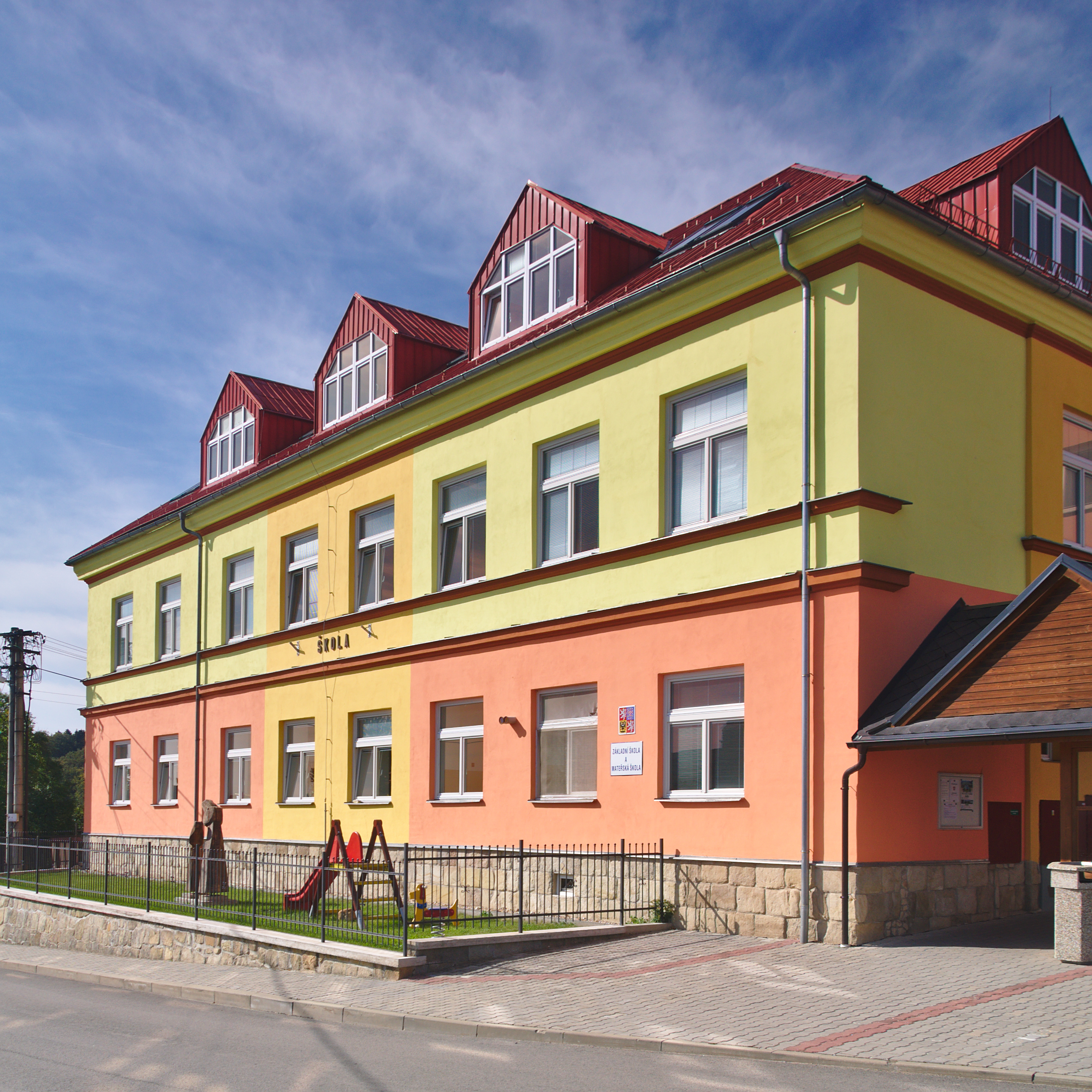
Škola